# Единство (Чечерский район)
Единство (бел. Адзі́нства; Ядзінства) — посёлок в Оторском сельсовете Чечерского района Гомельской области Беларуси.

## География

### Расположение
В 2 км на северо-запад от Чечерска, 39 км от железнодорожной станции Буда-Кошелёвская (на линии Гомель — Жлобин), 67 км от Гомеля.

## Транспортная сеть
Рядом автодорога Меркуловичи — Чечерск. Планировка состоит из короткой улицы, застроенной двусторонне деревянными домами усадебного типа.

## Этимология
В 1930 году в деревне образовалась коммуна, в которую вошли белорусы, русские, евреи и др. В знак дружбы и единения народностей Фольварок был переименован в Единство. 

## История
Основан в начале 1920-х годов на бывших помещичьих землях переселенцами из соседних деревень. Хотя известен был ещё с 1867 годы как поместье графа Чернышева-Кругликова и назывался просто Фольварк. В деревне была маслобойка, мельница, винокурный завод и фруктовый сад, которыми управляли богатые сельчане. В 1926 году работали сельскохозяйственная артель, почтовый пункт, в Чечерском сельсовете Чечерского района Гомельского округа. 25 жителей погибли на фронтах Великой Отечественной войны. Согласно переписи 1959 года в составе колхоза «Стяг коммунизма» (центр деревня Отор). Располагался клуб. 
В 1930 году в деревне образовалась коммуна, в которую вошли люди разной веры: православные, католики, иудеи. В знак дружбы и единения фольварк переименовали в сельскохозяйственную артель «Единство». 

## Улицы
Улица Гоголя, переулок Леваневского.

## Население

### Численность
- 2021 год — 46 жителей

### Динамика
- 1926 год — 6 хозяйств, 41 житель.
- 1959 год — 148 жителей (согласно переписи).
- 2004 год — 26 хозяйств, 58 жителей.

## Достопримечательность
- Заложена аллея «Единство» (17.09.2022) ко Дню народного единства.

### Памятник, скульптура
- Памятный знак с надписью «Единство», установлен ко Дню народного единства